# Čaklov
Čaklov (bis 1927 slowakisch auch „Čekľov“; ungarisch Csáklyó) ist eine Gemeinde im Osten der Slowakei. Administrativ gehört sie zum Okres Vranov nad Topľou innerhalb des Prešovský kraj. Am 31. Dezember 2011 waren in der Gemeinde 2480 Einwohner zu verzeichnen.

## Geographie

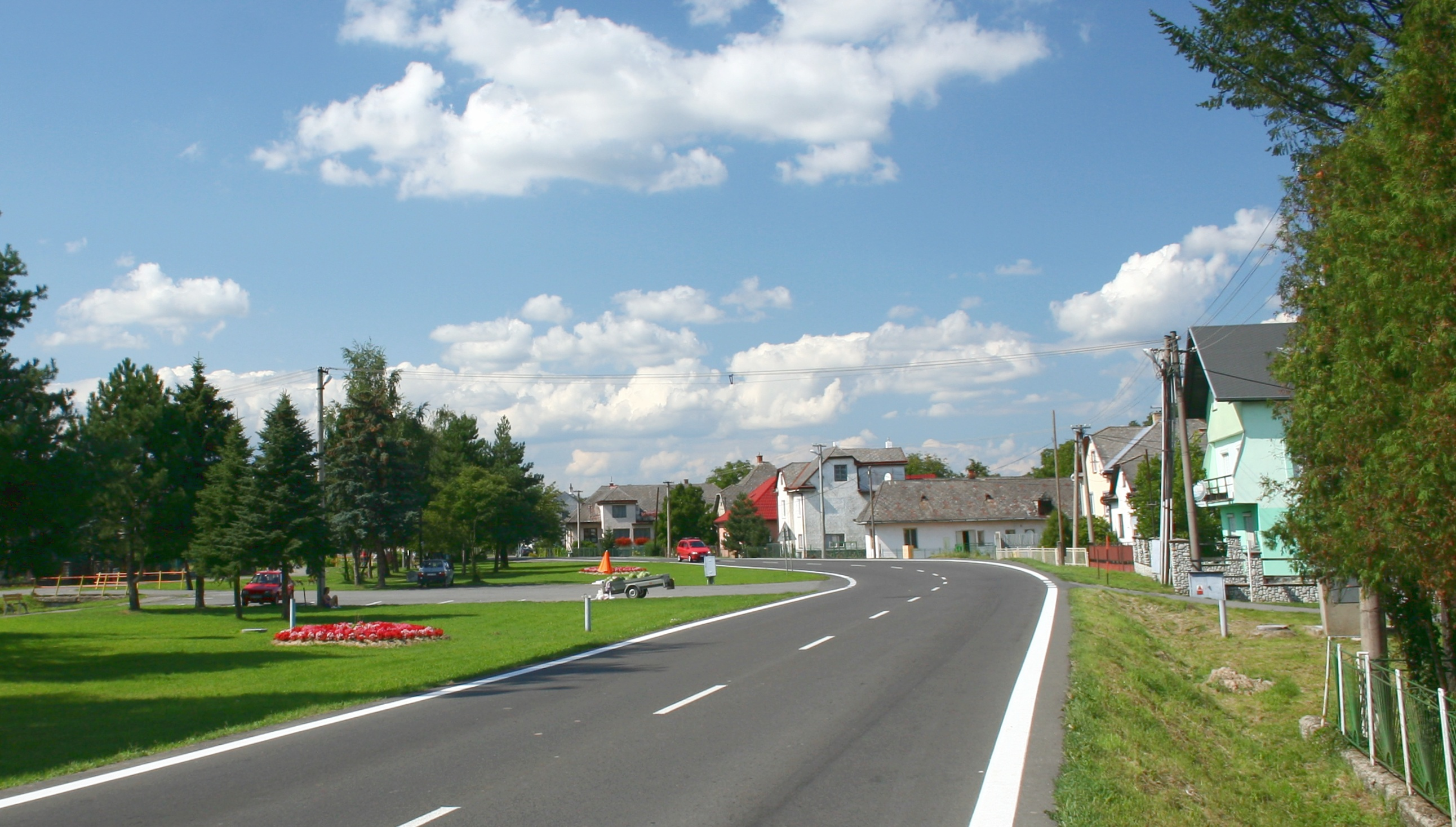
Hauptstraße durch den Ort

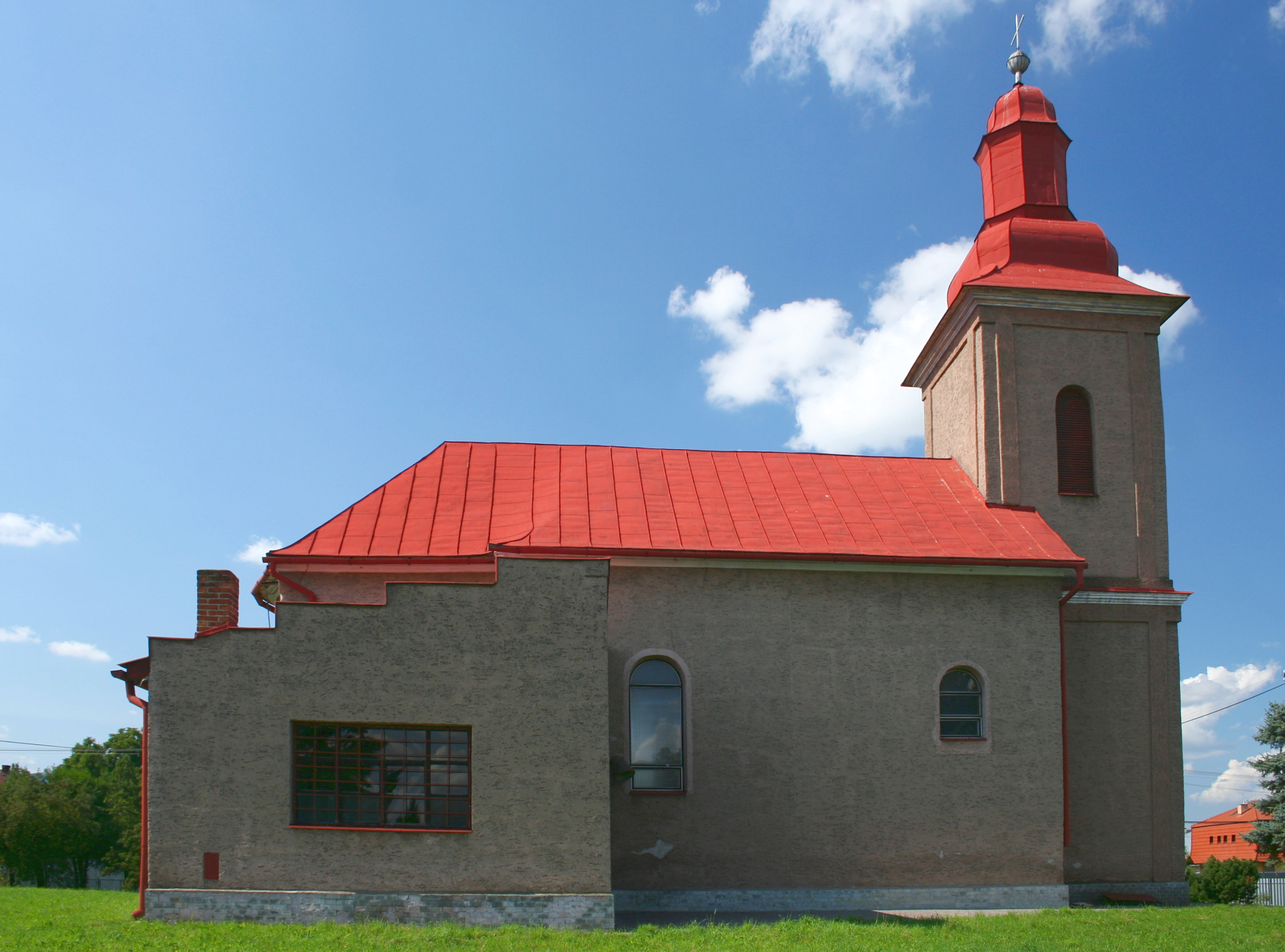
Kirche

Die Gemeinde liegt am rechten Ufer des Flusses Topľa bei ihrem Zusammenfluss mit dem Bach Zámutovský potok, in den nördlichen Ausläufern des Ostslowakischen Tieflands. Čaklov ist nur fünf Kilometer von Vranov nad Topľou entfernt.

## Geschichte
Der Ort wurde zum ersten Mal 1282 als Chaklomezeu schriftlich erwähnt und bezieht sich auf die umliegenden Felder. Später gehörte der Ort zum Herrschaftsgut von Číčava und Vranov.

## Bevölkerung
| Jahr:                | 1994. | 2004.    | 2014.    | 2024.   |
| -------------------- | ----- | -------- | -------- | ------- |
| Anzahl der Personen: | 2013  | 2264     | 2552     | 2774    |
| Unterschied:         |       | +12,46 % | +12,72 % | +8,69 % |

| Jahr:                | 2023. | 2024.   |
| -------------------- | ----- | ------- |
| Anzahl der Personen: | 2737  | 2774    |
| Unterschied:         |       | +1,35 % |